# Ruth Irene Kalder
Ruth Irene Kalder (* vermutlich 1918 im schlesischen Gleiwitz; † 29. Januar 1983 in München) war eine deutsche Kosmetikerin. Sie wurde aufgrund ihrer Lebensgemeinschaft mit Amon Göth, dem Lagerkommandanten des KZ Płaszów, bekannt.

## Leben

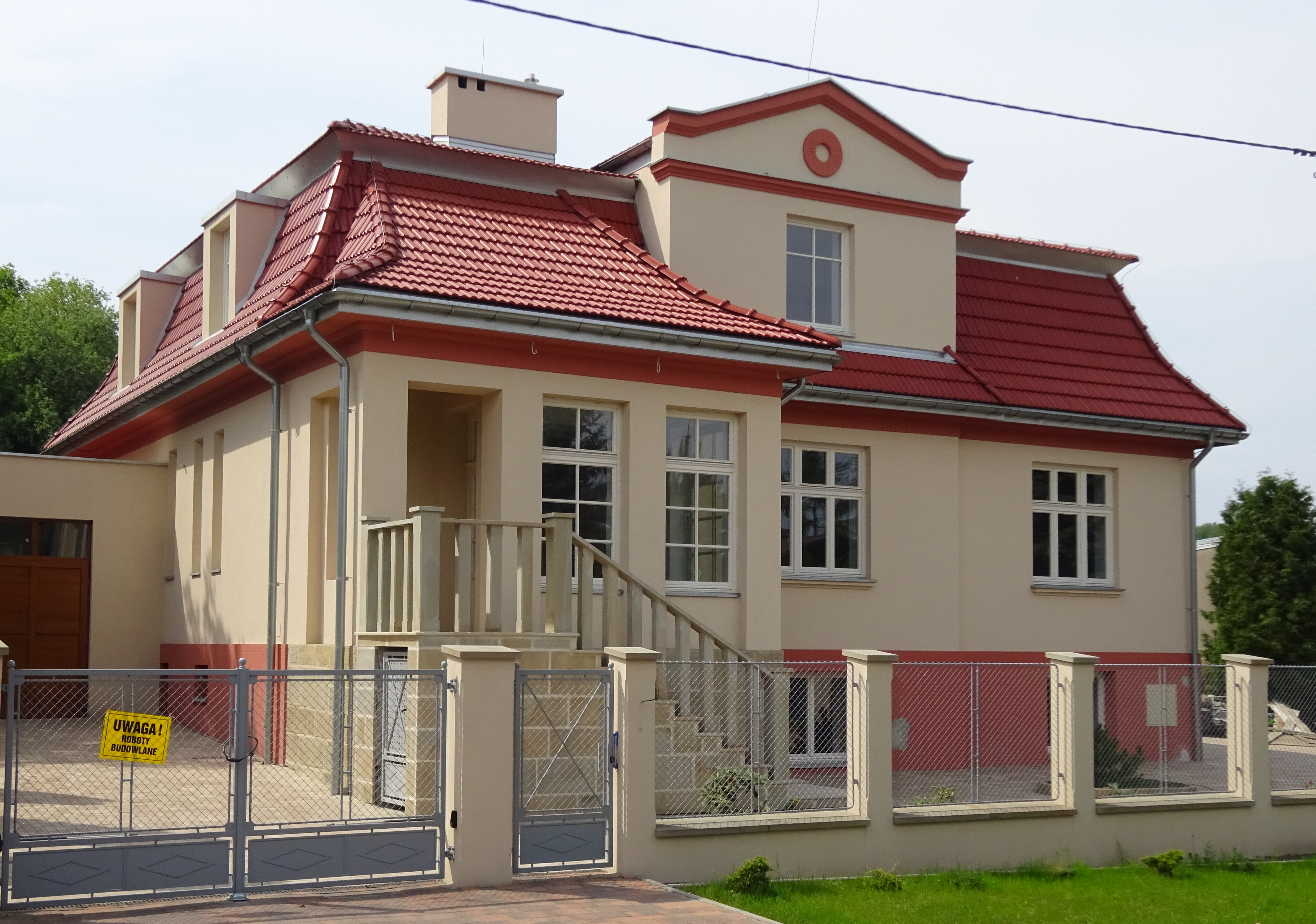
Göths Villa im KZ Płaszów

### Zweiter Weltkrieg
Kalders Vater betrieb in Gleiwitz eine Fahrschule und war frühes Mitglied der NSDAP. Als Heranwachsende lebte Kalder eine Zeitlang in Essen und erlernte dort den Beruf der Schauspielerin; eine Tätigkeit als solche ist jedoch nicht nachweisbar. Sie besaß zudem ein Diplom als Kosmetikerin. Sie hatte in dieser Zeit eine Beziehung zu einem älteren Mann. Als sie schwanger wurde, trennte sich Kalder von diesem Mann und ließ eine Abtreibung vornehmen. Bei Kriegsbeginn arbeitete sie als Sekretärin für die Wehrmacht und wurde in Krakau dienstverpflichtet. Dort lernte sie den Lebemann und Fabrikanten Oskar Schindler kennen und erledigte für diesen gelegentlich Sekretariatsaufgaben.
Da Kalder bei ihrer Partnerwahl eine Vorliebe für Männer in Offiziersuniform hatte, machte Schindler seine Sekretärin gezielt mit Göth bekannt. Schindler erhoffte sich durch eine Vertiefung dieser Bekanntschaft eine Erleichterung bei der Zuweisung von jüdischen Zwangsarbeitern aus dem Lager Płaszów zu erreichen.
Kalder verliebte sich auf den ersten Blick in Göth und forcierte durch eigene Aktivität den Beginn einer Liebschaft mit dem verheirateten SS-Hauptsturmführer. Schon nach wenigen Wochen zog sie in Göths Villa in unmittelbarer Nähe des Lagergeländes und erhielt von Göth den Spitznamen „Majola“. Göths jüdisches Hausmädchen Helen Rosenzweig, die er aus dem Lager rekrutiert hatte, beschrieb Kalder als eine „junge wunderschöne Frau mit dunklem Haar und einer wundervollen milchigen Haut. Sie muss Amon Göth sehr geliebt haben, denn sie starrte ihn die ganze Zeit an.“ Den Vorgängen im Lager sei sie mit Desinteresse begegnet: Sie habe ständig Eigelb mit Gurken und Joghurt gemischt, stundenlang Gurkenmasken getragen und dabei Musik gehört. Fielen Schüsse, habe sie die Musik lauter gedreht, um diese zu übertönen.
Einmal sei ihre Mutter Agnes Kalder zu einem Besuch angereist, aber überstürzt wieder abgereist, als sie erkannte, an welch düsterem Ort ihre Tochter das Luxusleben an der Seite eines Kommandanten genoss. Gewöhnlich begann ihr Tag mit einem gemeinsamen Ausritt mit Amon Göth. Anschließend wies sie die Dienstmädchen an, was es zu Mittag geben sollte, und frönte ansonsten dem Müßiggang.
Göth neigte zu Wutausbrüchen, die er häufig an seinen Dienstmädchen ausließ. Diese schlug er auch mit Ochsenziemern; Helena Hirsch, die andere jüdische Dienstmagd, ertaubte auf einem Ohr durch diese Misshandlungen. Bei einer Prügelorgie ging Kalder dazwischen und wurde ebenfalls von einem Ochsenziemerschlag getroffen. Dieser Treffer schien Göth regelrecht die Fassung zu rauben. Er entschuldigte sich immer wieder und benutzte Kalders Angaben zufolge in der Villa anschließend nie wieder einen Ochsenziemer. Ihrer Tochter Monika erzählte Kalder einmal, dass sie Göth damit gedroht habe, nicht mehr mit ihm zu schlafen, wenn er weiterhin vom Balkon auf Juden schieße. Ihrer Aussage nach habe Göth danach damit aufgehört.
Göths Schreiber und späterer Hauptbelastungszeuge Mieczysław Pemper gab an, dass die Keuschheitsdrohung – wenn überhaupt – dann nur für ein paar Tage Wirkung erzielt hätte. Er verdächtigte zudem Kalder, an einer Todesliste mitgewirkt zu haben, auf der unliebsame Zeugen eingetragen wurden und die dazu dienen sollte, die namentlich Genannten irgendwann eines geplanten Lageraufstandes zu bezichtigen, um sie deshalb vereint hinzurichten. Pemper berichtete in diesem Zusammenhang auch von seiner Angst, selbst als Letzter auf dieser Liste zu erscheinen.
Als Rosenzweigs Schwestern in das Vernichtungslager Auschwitz-Birkenau deportiert werden sollten, flehte Helen Rosenzweig Kalder an, dies zu verhindern. Anfänglich weigerte sich Göths Geliebte, dies zu tun, rettete die Schwestern dann aber doch noch durch einen Anruf bei der Lagerpolizei.
Helena Hirsch verdankt ihrer Aussage zufolge Kalder, dass sie vom volltrunkenen Göth nicht vergewaltigt worden sei. Kalder folgte ihren Hilfeschreien in den Keller und rief Göth zur Ordnung. Es gibt mehrere Berichte von Zeugen, die sagen, dass Kalder mäßigend auf Göth eingewirkt habe, dass sie ihn sogar von Auspeitschungen weggezerrt habe; Kalder selbst behauptete jedoch immer, das Lager niemals betreten zu haben.

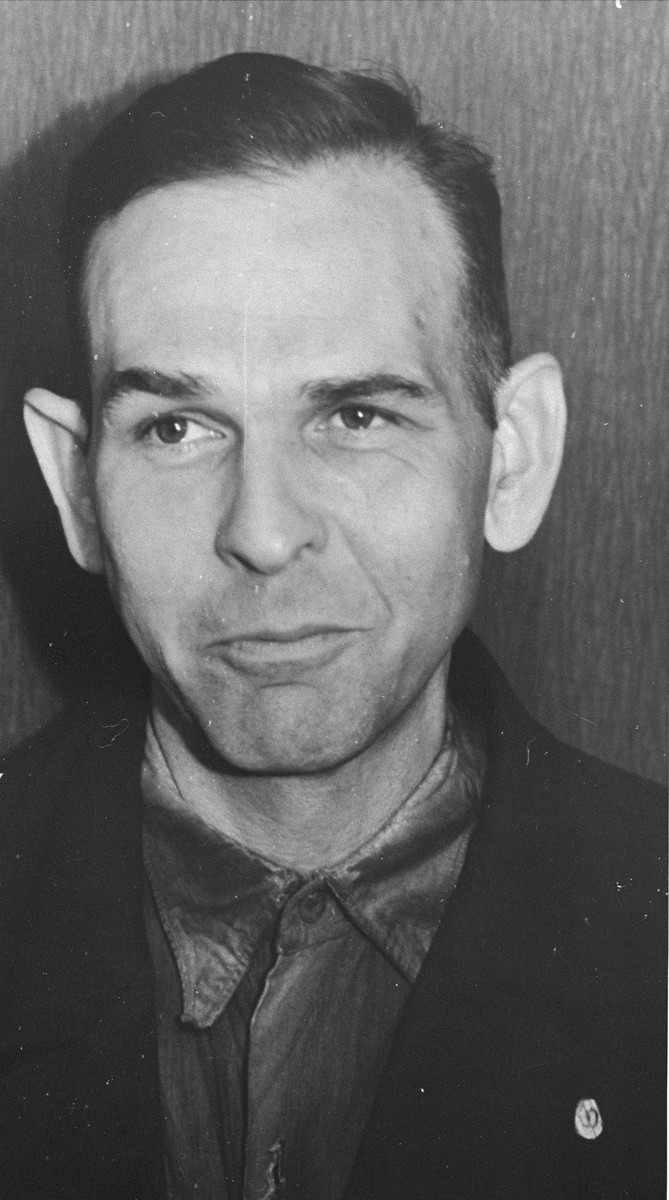
Amon Göth, 1946

Emilie Schindler meinte sich daran zu erinnern, dass Oskar Schindler ihr damals einmal gesagt habe, dass Göth genug von seiner Geliebten habe; sie sei zu „friedliebend und versuche andauernd ihn von seinen sadistischen Exzessen abzubringen.“
Im Januar 1945 floh Kalder gemeinsam mit ihrer Mutter vor der anrückenden Roten Armee aus Kattowitz. Am 9. Januar kam sie in Wien an und traf sich dort mit Amon Göths Ehefrau. Sie wirkte erfolgreich auf diese ein, die Scheidung einzureichen.

### Nachkriegszeit
Im November 1945 gebar sie Göths Tochter Monika Kalder in Bad Tölz. Göth war bereits zuvor von Angehörigen der US-Armee verhaftet worden. Im Sommer 1946 wurde er an Polen ausgeliefert und im September 1946 nach einem Todesurteil in Krakau gehängt. Als Kalder 1946 von der Hinrichtung in einer Wochenschau erfuhr, soll sie ihren eigenen Angaben zufolge unmittelbar ergraut sein und färbte sich fortan das Haar schwarz.
In der frühen Nachkriegszeit wurde auf ihre Tochter, die Kalder in einem Kinderwagen schob, eine Messerattacke ausgeführt, bei der das Kleinkind schwer verletzt wurde. Da der Täter unerkannt flüchten konnte, blieb ungeklärt, ob der Angriff in Zusammenhang mit Amon Göths Verbrechen stand und als Racheakt einen Erklärungsgrund geliefert hätte.
1948 beantragte Kalder eine Namensänderung auf den Namen Göth und begründete dieses Anliegen damit, dass nur die Kriegswirren und die Hinrichtung des mittlerweile geschiedenen Göth eine Heirat verhindert hätten. Göths Vater Amon Franz bezeugte in diesem Zusammenhang das Verlöbnis der beiden. Ihrem Antrag wurde stattgegeben. Zeitlebens hing ein Bild von Amon Göth in Kalders Schlafzimmer.
Sie zog nach München in den Stadtteil Schwabing und arbeitete dort als Sekretärin, Gelegenheitsfotomodell, Privatkosmetikerin und als Bardame in der „Grünen Gans“. Ihren Lippenstift trug sie immer farblich passend zum jeweiligen Kleid und durchstreifte in Begleitung eines ebenfalls topgestylten Pudels das In-Viertel.
Ihre Tochter Monika schildert ihre Mutter als gefühlskalt und bezüglich ihres Vaters als verlogen, denn ihr sei anfänglich erzählt worden, dass dieser im Krieg gefallen sei. Erst von ihrer Großmutter Agnes Kalder, bei der sie zeitweise aufwuchs, erfuhr sie im Alter von elf Jahren die mörderische Wahrheit über ihren Vater.
Anfang der 1970er Jahre gab sie dem israelischen Historiker Tom Segev, einem deutschstämmigen Juden, in ihrer Wohnung ein Interview. Segev schrieb damals an der Universität von Boston gerade seine Doktorarbeit über KZ-Kommandanten und deren Angehörige.
Segevs Beschreibung nach stach Kalder aus der Reihe der Befragten heraus, die in ähnlicher Manier Schutzbehauptungen vorbrachten, indem sie als Schauspielerin ihren Auftritt in ihrer Wohnung sorgfältig inszenierte. Sie empfing ihn auf einem Sofa liegend und trug ein gelbes, chinesisches Seidenwickelkleid. Während des Interviews rauchte sie ununterbrochen und benutzte dazu eine lange Zigarettenspitze, die sie mit abgespreiztem kleinem Finger in betont eleganter Geste zum Mund führte.
Wie all die anderen zuvor Interviewten verharmloste die Geliebte Göths dessen Taten und suchte sich für ihre Liaison zu rechtfertigen: „Es war eine schöne Zeit, wir waren gerne miteinander. Mein Göth war König und ich Königin. Wer würde sich das nicht gefallen lassen?“ Sie bedauerte noch, dass die schöne Zeit vorbei sei, und auf die Opfer angesprochen antwortete sie: „Das waren ja nicht wirklich Menschen wie wir. Sie waren doch so verdreckt.“
Anfang der 1980er Jahre schuf Jon Blair in Absprache mit Hollywoodregisseur Steven Spielberg den Dokumentarfilm Schindler über das Leben Oskar Schindlers; diese Dokumentation diente Spielberg später als Hauptquelle für seinen oscarprämierten Spielfilm Schindlers Liste. In diesem Zusammenhang kontaktierte Blair auch Kalder, die ihm trotz schwerer Lungenerkrankung mit einhergehender Bettlägerigkeit Ende Januar 1983 einen Interviewtermin gewährte. In diesem Interview sagte sie in fließendem Englisch, dass sie die Zeit bereue, aber dass sie damals niemandem ein Leid zugefügt habe.
Einen Tag nach dem Interview tötete sich Kalder mit Schlaftabletten. Ihre Tochter Monika Göth sah in dem Interview am Vortag den Auslöser dafür. Kalder hinterließ einen Abschiedsbrief, in dem sie ihre schwere Krankheit erwähnte und die Angst, die sie aus jeder Ecke anstarre. Der Brief endete mit den Worten: „Ich habe Dich genauso geliebt, wie Du Dein Kind liebst. Deine Mutter.“

## Tochter, Enkelkinder und Urenkel
Ihre gemeinsame Tochter Monika (geb. Kalder, später Göth), verheiratete Hertwig, beschäftigte sich intensiv mit ihrer Herkunft, beteiligte sich an TV-Dokumentationen zum Thema Nachfahren der Naziverbrecher und fungierte diesbezüglich auch als Buchautorin. Hertwig besuchte im Rahmen einer dieser Dokumentationen auch Płaszów und begegnete dort Helen Rosenzweig, der ehemaligen Dienstsklavin Göths. Die Frauen unterhielten und berührten sich dabei; gemeinsam betrauerten sie ihre Geschichte.
1970 gebar Monika Göth eine Tochter, der sie den Namen Jennifer gab. Die Tochter entstammte einer kurzen Verbindung mit einem Nigerianer. Den Vater ihres Kindes hatte sie in der Wohnung ihrer Mutter kennengelernt, als dieser einen ebenfalls aus Nigeria stammenden Untermieter Ruth Irene Kalders besuchte – ein bemerkenswertes Detail, denn Ende der 1960er Jahre war ein dunkelhäutiger Untermieter bei einer unverheirateten Kriegerwitwe in der Hauptstadt des konservativen Freistaats Bayern ein gesellschaftlicher Skandal.
Wenige Wochen nach der Geburt gab Kalders Tochter deren Enkelkind in ein Heim und willigte später ein, dass die Siebenjährige von einer Pflegefamilie adoptiert wurde.
Monika Göth nahm erst bei ihrer zweiten Ehe den Namen des Ehemanns an. Aus der ersten Ehe ging eine weitere Tochter hervor. Als diese einen Sohn bekam, taufte die Mutter den Urenkel Kalders in Bezugnahme auf ihren Großvater Amon.

Einer anderen Quelle zufolge verhielt es sich allerdings etwas anders: „Charlotte hat für ihren Sohn einen jüdischen Vornamen ausgesucht und diesen dann kombiniert mit dem Namen des Großvaters Amon, so hat Jennifer Teeges Halbschwester ihren Sohn mit zweitem Vornamen genannt.“
Im Alter von 38 Jahren stieß Kalders erste Enkeltochter, die mittlerweile zweifache Mutter Jennifer Teege (geb. Göth), die fünf Jahre lang in Israel studiert hatte, in einer Hamburger Bibliothek zufällig auf das Buch ihrer leiblichen Mutter, erkannte daraufhin ihre Abstammung und geriet dadurch in eine schwere Lebenskrise.
Teege verarbeitete ihr Trauma in einem eigenen Buch, das im September 2013 unter dem Titel Amon. Mein Großvater hätte mich erschossen veröffentlicht wurde.
Im Zuge der Verarbeitung nahm sie Kontakt zu ihrer leiblichen Mutter und ihrem leiblichen Vater auf. An ihre Großmutter Ruth Irene Göth (geb. Kalder), die bis zu ihrer Adoption ihre Enkelin im Heim und bei den Pflegeeltern regelmäßig besucht hatte, erinnerte sie sich liebevoll; sie schreibt: „Ich werde mich nicht dafür rechtfertigen, dass meine Großmutter mir nahe ist. Es ist einfach so. Als ich ein Kind war, gab sie mir das Gefühl, nicht allein zu sein. Das werde ich ihr nie vergessen.“

## Filme
- Steven Spielberg: In Schindlers Liste, USA 1993, Universal, wurde Kalder in einer Nebenrolle mit Geno Lechner besetzt.
- Matthias Kessler: Amons Tochter, Deutschland 2003, N.E.F.
- James Moll: Mördervater (Inheritance), USA 2006, Allentownsproduktion
- Jon Blair: Schindler, Dokumentarfilm, GB 1983, Polygram Video 1993
- Chanoch Ze’evi: Meine Familie, die Nazis und ich (Hitler’s Children), Israel 2011